# Iomys
Iomys (Thomas, 1908) è un genere di roditori della famiglia degli Sciuridi che comprende due specie di scoiattoli volanti originarie del Sud-est asiatico, note collettivamente come scoiattoli volanti di Horsfield.

## Descrizione
Il corpo degli Iomys misura 14,6-23,1 cm e la coda 15,9-21 cm; il peso si aggira sui 120-231 g. La colorazione generale è di un bel bruno-rossiccio con peli sparsi dalla base nerastra. La superficie superiore del patagio è di colore rossiccio brillante, quella inferiore del corpo è di colore variabile dal grigiastro all'arancio chiaro e la coda è marroncina sopra e castana sotto. I peli dei lati della coda sono più lunghi di quelli delle superfici superiori e posteriori, così che essa ha una sezione a forma di croce. Alla base è larga il doppio di quanto essa lo sia all'estremità. Le orecchie, grandi e larghe, sono quasi glabre.

## Distribuzione e habitat
Entrambe le specie vivono nelle foreste pluviali, ma mentre il più diffuso scoiattolo volante di Giava abita nella penisola malese, a Singapore, a Sumatra, a Giava, nel Borneo e sulle più piccole isole di Penang e Tioman, lo scoiattolo volante delle Mentawai vive unicamente a Sipora e a Pagai del nord, due delle isole Mentawai, al largo delle coste occidentali di Sumatra.

## Biologia
Nella penisola malese I. horsfieldii è molto diffuso e relativamente comune nelle foreste e nelle piantagioni di qualsiasi altitudine. Gli studiosi ne hanno catturato molti esemplari nelle aree agricole e ai margini della foresta, ma mai nessuno nel fitto della giungla. Ciascuna nidiata comprende da uno a quattro piccoli, con una media di due.

## Tassonomia
Il genere comprende le seguenti specie:
- Iomys horsfieldii (Waterhouse, 1838) - scoiattolo volante di Giava;
- Iomys sipora Chasen e Kloss, 1928 - scoiattolo volante delle Mentawai.

## Conservazione
La specie I. horsfieldii è molto numerosa, mentre I. sipora, diffusa solamente su due isole dell'arcipelago delle Mentawai, si trova in pericolo di estinzione.